# Penidiella strumelloidea
Penidiella strumelloidea är en svampart som först beskrevs av Milko & Dunaev, och fick sitt nu gällande namn av Crous & U. Braun 2007. Penidiella strumelloidea ingår i släktet Penidiella och familjen Teratosphaeriaceae.   Inga underarter finns listade i Catalogue of Life.